# Arnulf Ier de Bavière
Pour les articles homonymes, voir Arnulf de Bavière et Arnoul.
 (mars 2020).
Si vous disposez d'ouvrages ou d'articles de référence ou si vous connaissez des sites web de qualité traitant du thème abordé ici, merci de compléter l'article en donnant les références utiles à sa vérifiabilité et en les liant à la section « Notes et références ».
Arnulf Ier dit « le Mauvais » (en allemand : Arnulf der Böse), né à une date inconnue et mort à Ratisbonne le 14 juillet 937, fut duc de Bavière et margrave de Nordgau de 907 à 937. Sous son règne, le duché ethnique de Bavière a été renouvelé.

## Biographie

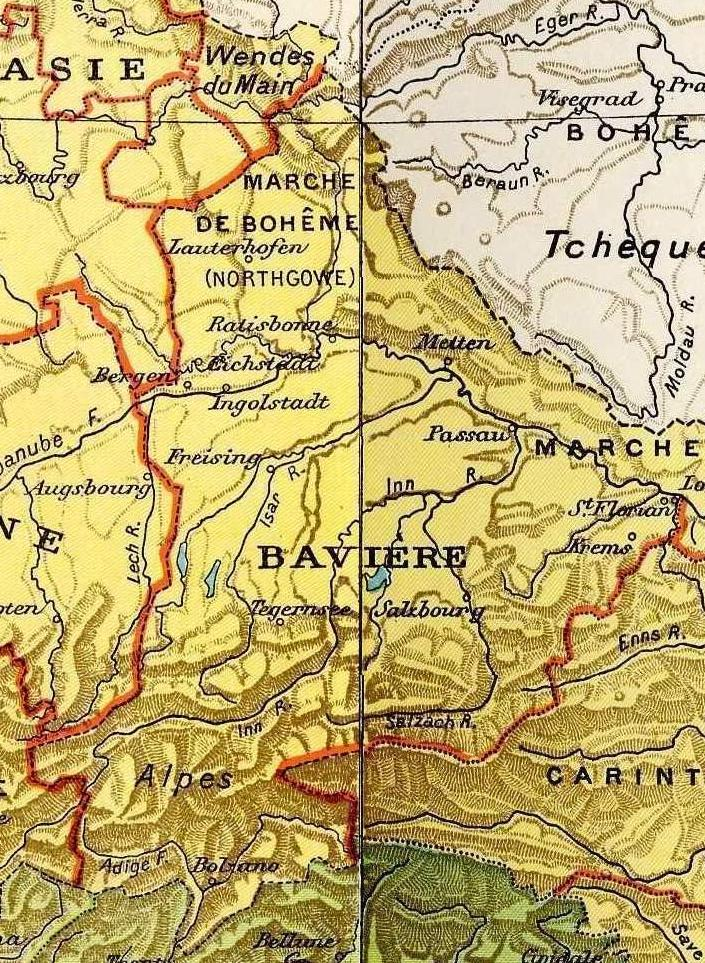
La Bavière au sein de l'Empire carolingien.

Arnulf est le fils aîné du comte bavarois Léopold (Luitpold) et de son épouse Cunégonde, une sœur du duc Erchanger Ier de Souabe et probablement une nièce de l'impératrice Richarde. En 893, son père est nommé margrave en Carantanie et en Pannonie par Arnulf de Carinthie, roi de Francie orientale. Il meurt le 4 juillet 907 sur le champ de la bataille de Presbourg où les troupes hongroises mettent ses forces en déroute. Sa veuve Cunégonde épousa le roi Conrad Ier de Germanie en 913.
À la mort de son père, Arnulf a hérité des vastes possessions autour de Straubing (Donaugau) et dans le Nordgau au nord de Ratisbonne. Sur cette base, il est désigné duc (dux) par les nobles bavarois et sa première tâche fut la réorganisation du ban des forces armées à la suite de la défaite écrasante de Presbourg. Lors de la recherche des moyens financiers nécessaires, il confisqua de nombreuses propriétés ecclésiastiques, ce qui lui vaut l'épithète « le Mauvais ». Les affrontements entre son armée et les Magyars ont repris jusqu'en 913, lorsqu'il a réussi à obtenir un accord de trêve.
En ce qui concerne les affaires de l'Empire carolingien décomposant, Arnulf poursuit une politique vers davantage d'autonomie. À la mort du roi Louis IV l'Enfant en septembre 911, il dispute à son beau-père Conrad Ier le trône de la Francie orientale (Germanie) en faveur de ses parentes en Souabe, mais sans succès ; il a temporairement été contraint de quitter le territoire et de chercher refuge en Hongrie. Après la mort de Conrad, le 23 décembre 918, il retourna à Ratisbonne où il fit rénover la ligne de fortification. Comme avant, il s'est opposé à la royauté de Henri l'Oiseleur, élu en mai 919, déclarant son aversion pour le « Henri saxon ». Selon certaines sources, il s'est même fait nommer anti-roi ; toutefois, ces constatations ne permettent pas de tirer de conclusions définitives. 
En 921, Arnulf reconnaît officiellement la suprématie du roi Henri ; en retour, il obtient une large autonomie, y compris l'investiture des évêques, la convocation des synodes régionaux et l'exercice des droits de régale. Au cours des années suivantes, il mena des campagnes militaires contre son voisin à l'est, le duc Venceslas de Bohême. En 929, les forces unies d'Arnulf et Henri venaient dans le duché de Bohême pour restaurer la suprématie germanique. En s'appuyant sur les prétentions de son épouse Judith de Frioul, il a accompagné la campagne avortée de son fils Eberhard contre Hugues d'Arles en Lombardie en 933/934.

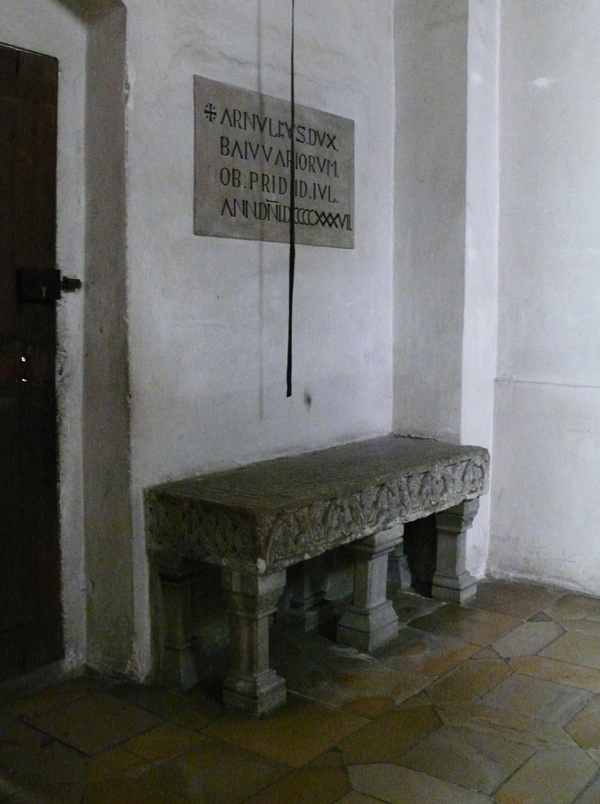
Le tombeau du duc Arnulf à l'abbaye Saint-Emmeran.

Arnulf fut enterré dans l'abbaye Saint-Emmeran à Ratisbonne. Son fils aîné et successeur désigné Eberhard entre bientôt en conflit avec le roi Otton Ier et ne peut conserver son héritage. En 938, le duché de Bavière passa au frère cadet d'Arnulf Ier, Berthold († 947).

## Mariage et descendance
En 910-915, Arnulf Ier de Bavière épouse Judith (la base de données Roglo la nomme Judith de Frioul), issue de la famille des Unrochides, fille d'Ermentrude de France et du comte Évrard de Sulichgau en Souabe (Sülchgau (de)), ce dernier étant un fils d'Unroch III, un petit-fils du margrave Évrard de Frioul († 866) et de Gisèle (fille de l'empereur Louis le Pieux), et un neveu du roi Bérenger Ier d'Italie.
Huit enfants sont issus de cette union :
- Eberhard (912 - 940), duc de Bavière de 937 à 938 date de sa destitution, en 935 il épousa Luitgarde von Methingau ;
- Arnulf II, (913 - 954), comte palatin de Bavière ;
- Judith (919 - 978/87), elle épouse Henri (920-955), frère cadet du roi Otton Ier ;
- Swanila, (vers 925 - ?), elle épouse Burckhard Konradiner ;
- Berthold, né vers 926 et mort le 16 août 980, margrave de Nordgau ;
- Hermann, (? - 917) ;
- Henri ;
- Louis (930 - 974).

Son second fils, le comte palatin Arnulf II, fit construire le château de Scheyern qui devient la résidence de la maison de Wittelsbach entrant en possession du duché de Bavière en 1180.
La famille d'Arnulf, les Luitpolding, est considérée comme des ancêtres de la maison de Babenberg qui tirait son nom du château de Bamberg (Babenburg) en Franconie et ont gouverné le margraviat d'Autriche (Ostarrichi), puis le duché d'Autriche de 976 jusqu'à l'extinction de lignée masculine en 1246. Le premier margrave, Léopold de Babenberg († 994), est peut-être un fils cadet (ou petit-fils) d'Arnulf Ier.